# Śliwki suszone

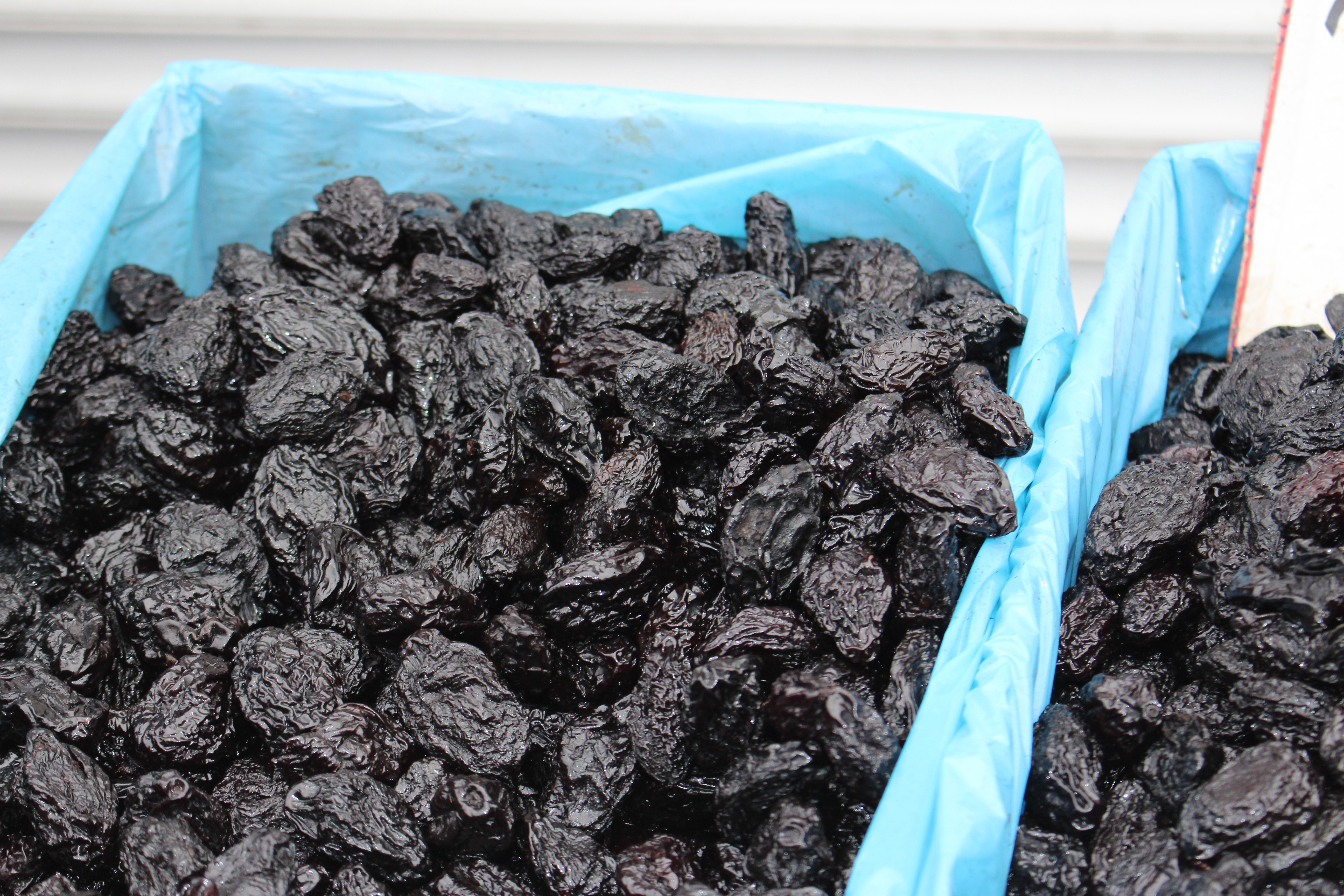
Suszone śliwki

Śliwki suszone – produkt spożywczy z suszonych owoców śliwy, zaliczany do bakalii. Mogą być spożywane surowe lub przetworzone. Stanowią składnik wielu potraw w kuchni polskiej i innych kuchniach świata.
Suszenie śliwek pozwala na ich długotrwałe przechowywanie.
Przepisy w zakresie jakości i ich przechowywania zawiera Polska Norma PN-A-75201:1997 Produkty owocowe – Śliwki suszone.

## Historia
Uważa się, że proces suszenia śliwek zaczął się już tysiące lat temu w okolicach Morza Kaspijskiego, w tym samym regionie, z którego pochodzą współcześnie uprawiane drzewa śliwy domowej. W przeciągu dziejów wraz z migracją różnych kultur i cywilizacji zostały rozprzestrzenione w całej Europie.
W XIX wieku Louis Pellier przywiózł do Kalifornii z ojczystej Francji szczepione sadzonki śliwy domowej. Z tych to drzewek pochodzących ze znanego z uprawy śliwek okręgu Agen w regionie Akwitania metodą szczepień otrzymał odmianę śliwek szczególnie dobrze nadającą się do suszenia. Uprawa i suszenie śliwek rozpowszechniły się wkrótce tak bardzo, że obecnie Kalifornia jest wiodącym producentem śliwek na świecie.

## Właściwości
Pod pewnymi względami śliwki suszone przewyższają śliwki świeże, w porównaniu z którymi stanowią pięciokrotnie bogatsze źródło witaminy A (1606 j.m. w 100g) i posiadają siedmiokrotnie więcej błonnika.
Od śliwek świeżych są trzy razy bardziej kaloryczne i zawierają aż 360 kcal w 100g. Ze względu na wyjątkowo dużą zawartość żelaza i fosforu są zalecane wegetarianom. Są doskonałym źródłem potasu (732 mg/100g), co sprawia, że są to doskonałe owoce do jedzenia dla osób cierpiących na nadmiar sodu w organizmie. Zawierają też dużo wapnia (43 mg/100g).
Ze względu na wysoką zawartość sorbitolu posiadają właściwości przeczyszczające, przez co są polecane przy zaparciach, przeciw nadkwasocie oraz regulują pracę jelit. Podobne właściwości ma sok z suszonych śliwek.
Ta właściwość wynika z posiadania przez nie rozpuszczalnego i nierozpuszczalnego błonnika sorbitolu, będącego nieprzyswajalnym alkoholem cukrowym, który stwarza odpowiednie środowisko do rozwoju pożądanych mikroorganizmów jelitowych. Nierozpuszczalny błonnik wchłania wodę, nawilżając jelita, co z kolei przekłada się na miękki stolec łatwiej wydalany. Natomiast rozpuszczalny błonnik miesza się z wodą w żołądku i staje się lepki. Może to prowadzić do opróżniania żołądka wolniej, dając uczucie sytości, oraz pomóc w absorpcji istotnych składników odżywczych.
Śliwki suszone są silnym przeciwutleniaczem, a dzięki wysokiemu stężeniu cukrów (glukozy, fruktozy i głównie sorbitolu) mogą być długo przechowywane, zachowując swoje właściwości. Są też wyjątkowo bogatym źródłem kwasu chlorogenowego.
Ich ciemnny kolor powodują takie same enzymy jak w rodzynkach.
Ssanie śliwki suszonej wraz z pestką zapobiega powstawaniu uczucia pragnienia.
W procesie technologicznym producenci dodają sorbinian potasu jako środek konserwujący, który zapobiega rozwojowi pleśni i działa bakteriobójczo. Tak zabezpieczone śliwki zachowują świeżość przez 18 miesięcy, jeżeli są przechowywane w chłodnym i suchym miejscu.
| Minerał | Ilość (mg) | Dzienne zapotrzebowanie |
| ------- | ---------- | ----------------------- |
| Wapń    | 43,0       | 4%                      |
| Żelazo  | 0,9        | 5%                      |
| Magnez  | 41,0       | 10%                     |
| Fosfor  | 69,0       | 7%                      |
| Potas   | 732        | 21%                     |
| Cynk    | 0,4        | 3%                      |
| Miedź   | 0,3        | 14%                     |
| Mangan  | 0,3        | 15%                     |

| Witamina                 | Ilość    | Dzienne zapotrzebowanie |
| ------------------------ | -------- | ----------------------- |
| Witamina A               | 781IU    | 16%                     |
| Witamina C               | 0,6 mg   | 1%                      |
| Witamina E (α-tokoferol) | 0,4 mg   | 2%                      |
| Witamina K               | 59,5 mcg | 74%                     |
| Witamina B1              | 0,1 mg   | 3%                      |
| Witamina B2              | 0,2 mg   | 11%                     |
| Witamina PP              | 1,9 mg   | 9%                      |
| Witamina B6              | 0,2 mg   | 10%                     |
| Kwas foliowy             | 4,0 mcg  | 1%                      |
| Kwas pantotenowy         | 0,4 mg   | 4%                      |

## Metody suszenia

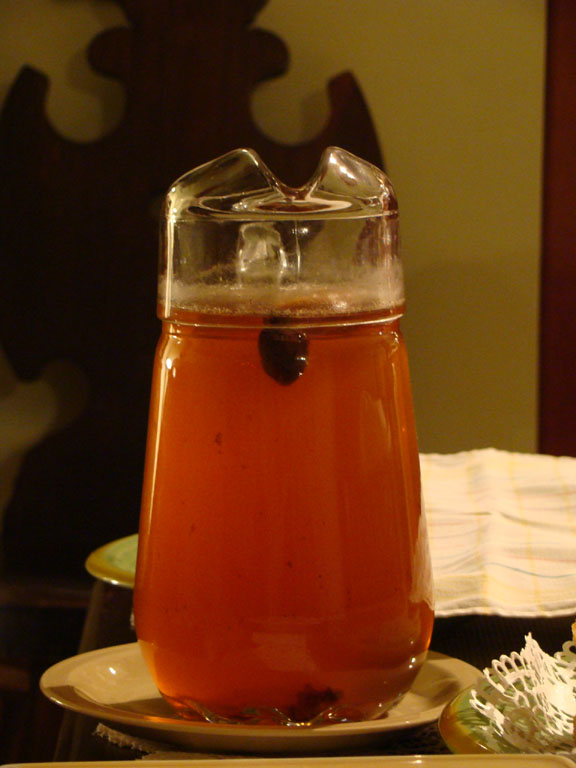
Kompot z suszonych śliwek

Dawniej coroczne suszenie śliwek na wsi odbywało się późną jesienią i było bardzo powszechne. Zwykle suszono je w chlebowym piecu lub przydomowych wędzarniach, gdzie wyłożone na ruszcie z leszczynowych gałęzi wysychały i marszczyły się w dymnym żarze. Podwędzone w ten sposób śliwki pachniały dymem.
W XIX wieku zaczęto stosować suszenie tunelowe. Proces suszenia w tunelu trwa około 20 godzin w temperaturze 75 °C przy stałej kontroli wilgotności. Po wysuszeniu śliwki powinny mieć od 21 do 23% zawartości wody. Owoce są przechowywane w dużych drewnianych skrzyniach, które umożliwiają przepływ powietrza.
Oprócz tego istnieje jeszcze technika odwadniania przez zanurzenie w gorącym roztworze cukru.
Aby uzyskać 1 kg śliwek suszonych, należy zużyć 3 kg śliwek świeżych.

## Zastosowanie

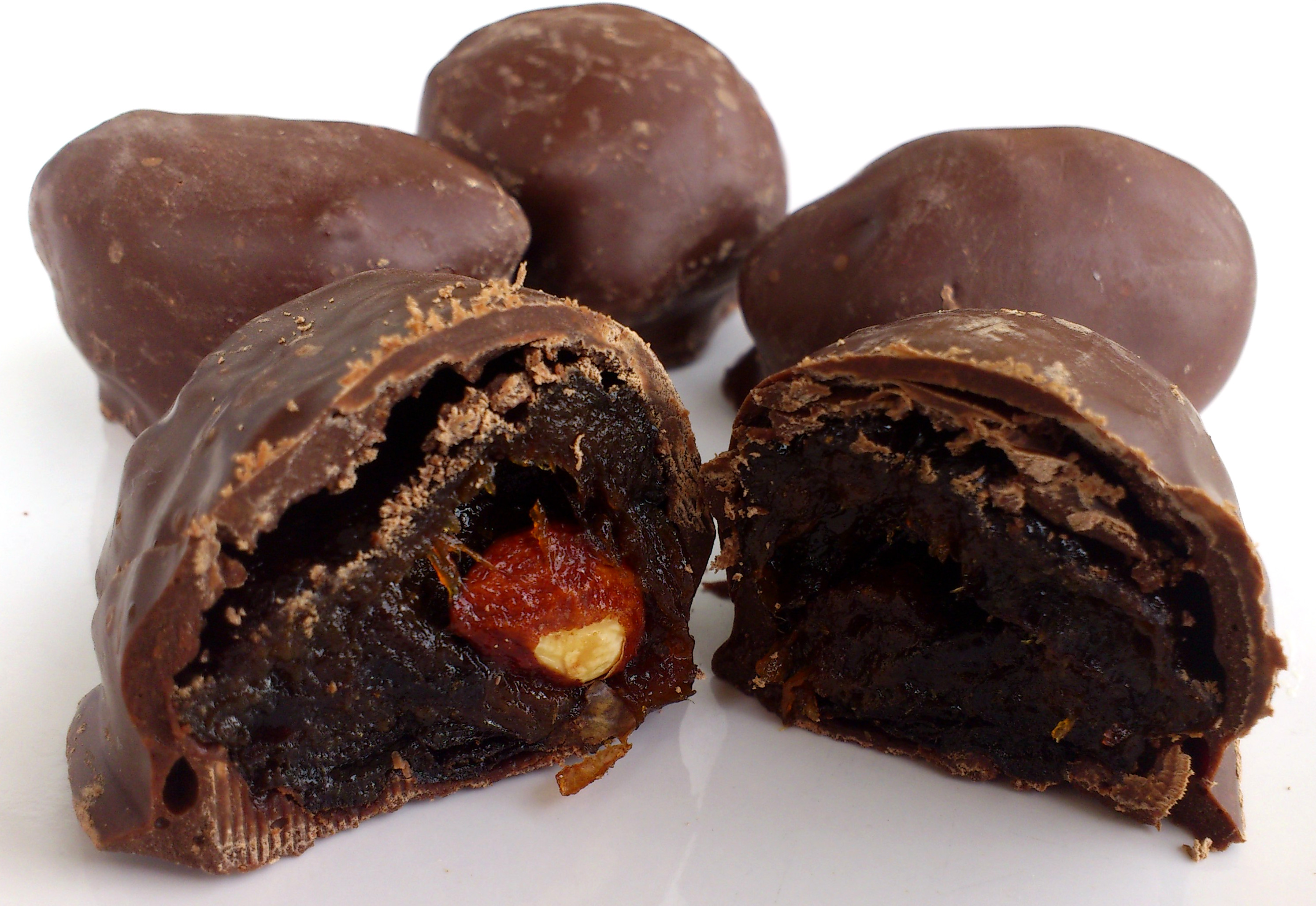
Suszone śliwki w czekoladzie

Dzięki zawartości związków zasadotwórczych, które neutralizują nadmiar kwasów trawiennych, śliwki suszone należy dodawać do ciężkostrawnych potraw. Znajdują też one zastosowanie jako składnik zup oraz mięsnych potraw, w tym bigosu. Kompot z suszonych śliwek to tradycyjne danie postne podczas Wigilii. Dawniej wielkim przysmakiem były tzw. "rożenki", czyli suszone śliwki nadziewane i nawlekane na patyczki, słomki lub trzcinki.